# Hetin
Hetin (en serbe cyrillique : Хетин ; en hongrois : Tamásfalvа et Hetény) est un village de Serbie situé dans la province autonome de Voïvodine. Il fait partie de la municipalité de Žitište dans le district du Banat central. Au recensement de 2011, il comptait 535 habitants.

## Démographie

### Évolution historique de la population
| 1948  | 1953  | 1961  | 1971  | 1981  | 1991 | 2002 | 2011 |
| ----- | ----- | ----- | ----- | ----- | ---- | ---- | ---- |
| 2 263 | 2 160 | 2 008 | 1 604 | 1 139 | 881  | 763  | 535  |

|  |